# Thijs Verhagen
Thijs Verhagen (Veghel, 22 mei 1981) is een voormalig Nederlands veldrijder.
Verhagen gold als een van de talentvolste wielrenners uit zijn generatie. Hij was professioneel actief bij het Rabobank GS3 team tussen 2002-2004.

## Belangrijkste overwinningen
- NK veldrijden Junioren 1998
- NK veldrijden Junioren 1999
- NK veldrijden Beloften 2002
- WK veldrijden Beloften 2002
- Superprestiege Gieten voor Beloften 2002
- Superprestiege Diegem voor Beloften 2002
- NK veldrijden Beloften 2003
- Eindklassement Superprestige voor beloften 2003

## Teams
2002-2004 Rabobank GS3